# This Is the Life
This Is the Life är den skotska singer-songwritern Amy Macdonalds debutalbum. Skivan släpptes den 17 oktober 2007 i Sverige av skivbolaget Universal Music på underetiketten Mercury Records. Låten This is the Life blev nummer 9 på Trackslistans årslista för 2008.

## Låtförteckning
Alla låtar är skrivna av Amy Macdonald om inget annat anges.
1. Mr. Rock and Roll – 3:35
2. This Is the Life – 3:05
3. Poison Prince – 3:28
4. Youth of Today – 4:00
5. Run – 3:50
6. Let's Start a Band – 4:05
7. Barrowland Ballroom – 3:58
8. L.A. – 4:06 (Amy Macdonald, Pete Wilkinson)
9. A Wish for Something More – 3:46
10. Footballer's Wife – 5:06

Bonusspår på den internationella utgåvan:
1. The Road to Home – 2:20
2. Caledonia (gömd låt) – 2:00 (Dougie MacLean)

Bonusspår på den franska och den japanska utgåvan:
1. Mr. Brightside (Live from King Tuts) – 4:14
2. Mr. Rock & Roll (Live from King Tuts) – 3:28
3. Rock Bottom" - 3:45

## Singlar från albumet
| Datum            | Titel                    | Skivbolag       |
| 7 maj 2007       | Poison Prince            | Vertigo Records |
| 16 juli 2007     | Mr. Rock and Roll        | Vertigo Records |
| 15 oktober 2007  | L.A.                     | Vertigo Records |
| 10 december 2007 | This Is the Life         | Vertigo Records |
| 3 mars 2008      | Run                      | Vertigo Records |
| 19 maj 2008      | Poison Prince (nyutgåva) | Vertigo Records |